# Cantonul Mouthoumet
Cantonul Mouthoumet este un canton din arondismentul Carcassonne, departamentul Aude, regiunea Languedoc-Roussillon, Franța.

## Comune
- Albières
- Auriac
- Bouisse
- Davejean
- Dernacueillette
- Félines-Termenès
- Lairière
- Lanet
- Laroque-de-Fa
- Massac
- Montjoi
- Mouthoumet (reședință)
- Palairac
- Salza
- Soulatgé
- Termes
- Vignevieille
- Villerouge-Termenès